# Olympiade de la République
L'Olympiade de la République (in italiano "Olimpiade della Repubblica") fu una competizione sportiva che si tenne al Campo di Marte di Parigi, in Francia, dal 1796 al 1798.

## Storia

### Le prime edizioni

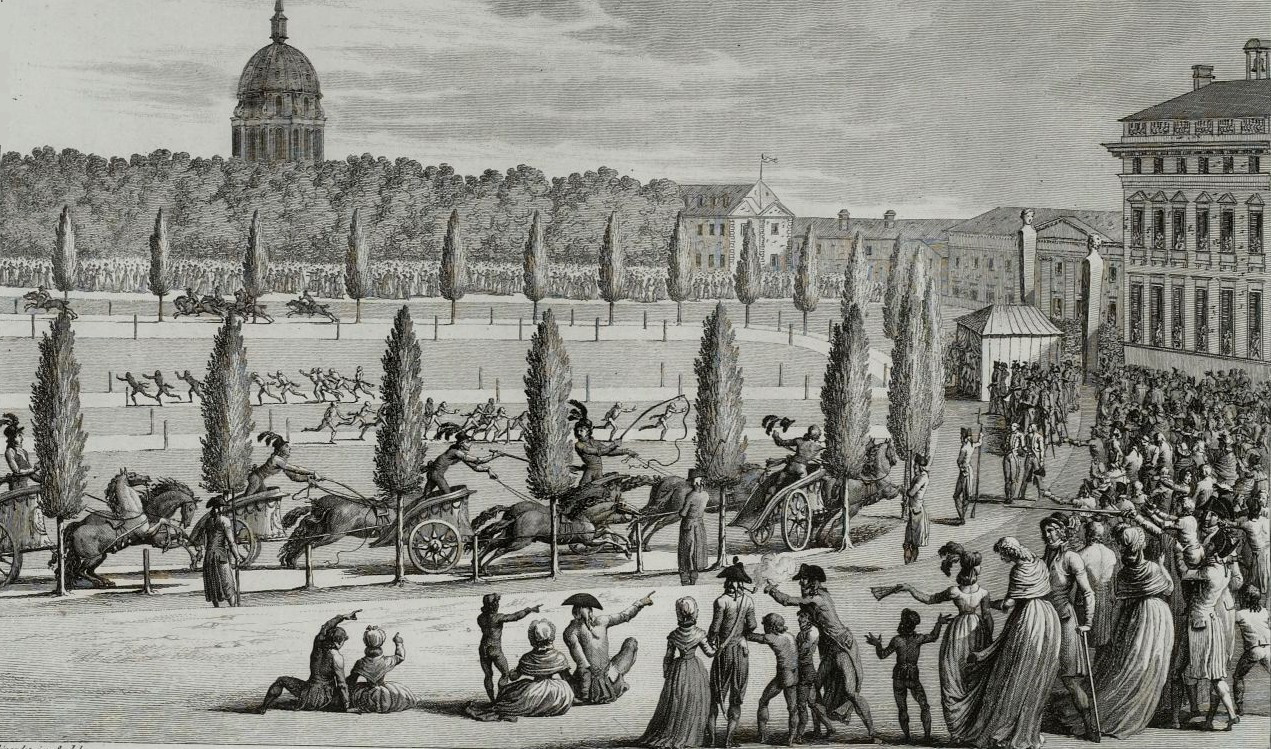
L'Olympiade de la République del 22 settembre 1796.

La competizione venne ideata dal deputato giacobino Charles Gilbert Romme per celebrare i primi quattro anni della Prima Repubblica francese, il quale tuttavia non riuscì mai ad assistervi in quanto venne ghigliottinato nel giugno 1795 per il suo coinvolgimento nell'insurrezione del 1º pratile anno III. Gestito dal Direttorio, il 22 settembre 1796 (1º vendemmiaio anno V) si tenne dunque l'evento sportivo, che fu chiamato "Prima Olimpiade della Repubblica", in omaggio ai Giochi olimpici antichi dell'Epoca classica.
Le quattro competizioni furono precedute da una sorta di spettacolo dedicato alla pace e alla fertilità, davanti ad oltre 300 000 persone. Alle 16 iniziarono gli eventi sportivi, ospitati dal Campo di Marte della capitale parigina. La prima disciplina che si disputò fu la corsa, con le qualifiche che videro sette batterie per un totale di 50 concorrenti, con accesso diretto alle finali per i vincitori della serie. Nella finale a sette, due corridori si distinsero molto presto, lo studente Jean-Joseph Cosme e il granatiere Villemereux, e ci fu un testa a testa per la vittoria, con i due corridori che toccarono insieme il traguardo e furono decretati entrambi vincitori.
Dopo l'evento della corsa, il programma proseguì con l'equitazione. Una corsa di cavalli venne vinta dal cittadino Turieux, mentre la corsa dei carri fu il terzo evento. Il programma venne chiuso dalla corsa ad anello, in cui si doveva percorrere per sei volte un'arena circolare situata nella sommità del Campo di Marte; il cittadino Roger vinse questa prova. Come cerimonia di chiusura, i campioni sfilano trionfalmente su una quadriga, un antico carro trainato da quattro cavalli e vennero festeggiati con fuochi d'artificio e una festa che durò tutta la notte.
Una seconda edizione si tenne il 22 settembre 1797, senza modifiche al programma rispetto alla prima edizione.

### L'edizione del 1798
Il 22 settembre 1798 fu organizzata la "Terza Olimpiade della Repubblica", in cui vennero inserite in programma gare di lotta e giostre equestri, oltre a competizioni podistiche di varia distanza. Tra le altre novità di quest'edizione ci furono l'utilizzo del sistema metrico decimale e di due orologi per le gare cronometrate, impiegati qui per la prima volta in ambito sportivo. Prima degli eventi ci fu una sfilata di atleti, che sfilavano dietro le targhe con i nomi dei territori appena conquistati dalla Francia, che in seguito divennero le Repubbliche sorelle, in particolare Paesi Bassi, Svizzera e Italia.